# Ró
A ró (Ρ ρ) a görög ábécé 17. betűje, az r betű és hang. 

## A ρ betűhöz kapcsolódó fogalmak
- sűrűség, fajlagos ellenállás (fizika)
- reprezentációs függvény (programozás)